# Richard Brathwaite

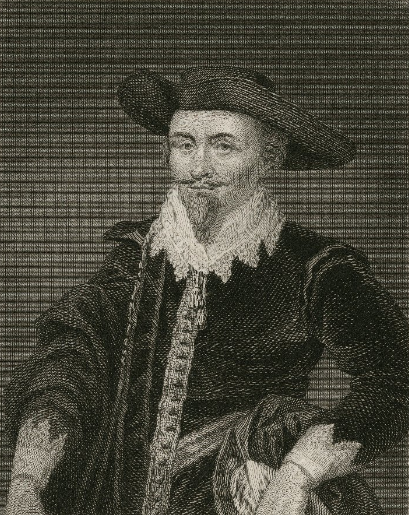
Richard Brathwaite

Richard Brathwaite (* 1588 in Burnishead bei Kendal; † 4. Mai 1673 in Catterick/Richmondshire; auch in der Schreibweise Brathwait, Braithwaite oder Brathwayte) war ein englischer Autor von Satiren und Humoresken. Er trat bei seinen Schriften unter den Pseudonymen Corymbaeus, Parthenius Osiander, Musophilus, Dinonysius Baccho, Blasius Multibibus und Castalio Pomerano in Erscheinung. Er wurde zu Lebzeiten durch seine humoristische Beschreibung eines Pilgers in England berühmt (Barnaby's Four Journeys). Heute ist besonders sein 1616 in deutscher Übersetzung unter dem Pseudonym Blasius Multibibus erschienenes Jus Potandi (Zechrecht) bekannt. In seiner Schrift „The Yong Mans Gleanings“ von 1613 findet sich die erste bekannte Erwähnung des Begriffs „Computer“.

## Leben
Brathwaite entstammte einer angesehenen Familie aus Burneside bei Kendal. Er studierte ab 1604 am Oriel College der Universität Oxford später auch in Cambridge Rechtswissenschaft und war danach in London nominell als Advokat tätig. Als 1610 sein Vater starb, kehrte er nach Westmorland zurück und veröffentlichte unter mehreren Pseudonymen seine Dichtungen und Satiren. Es wird angenommen, dass er als Captain einer Fußkompanie am englischen Bürgerkrieg auf der Seite der Royalisten teilgenommen hat. In seiner Heimat wurde er Deputylieutenant der Grafschaft Westmoreland, Gutsbesitzer und Friedensrichter. Er starb 1673 in der Ortschaft East Appleton in der Gemeinde Catterick. In der Kirche von Catterick befindet sich der Grabstein Brathwaites und seiner 1681 verstorbenen Frau Mary, die er 1617 geheiratet hatte. Die Inschrift lautet:
„Juxta sitae sunt / Richardi Braithwaite / De Burneshead, in comitat / e Westmorelandae armigeri, et / Mariae, ejus conjugis, Reliquiae. / Ille quarto die Maii, anno, 1673, / Donatus est; haec undecimo Aprilis 1681. / Supremum diem obiit. Horum filius / Unicus, Strafford Braithwaite, Eques / Auratus, adversus Mauros Christiani / Nominis hostes infestissimos, fortiter / Dimicans, occubuit. Cujus Cineres / Tingi in Mauritania Tingitana / Humantur./ Requiescant in Pace.“

## Werke
- The Golden Fleece, 1611 (Gedichte)
- The Poet's Willow, 1614
- Disputatio inauguralis theoretico-practica jus potandi, cum omnibus solemnitatibus &controversiis occurentibus secundum jus civile discußis breviter adumbrans (…) praes. Dionysio Baccho (…) publ. Blasius Multibibus, Oenozythopoli (London), 1616
- Blasius Multibibus: Jus Potandi, oder Zechrecht, Leipzig 1616 (Übersetzer unbekannt)
- The English Gentleman, 1630
- The English Gentlewoman, 1631
- Corymbaeus: Drunken Barnaby's Four Journeys to Northern England, London 1636 (lateinisch-makkaronische Dichtung)
- Corymbaeus: Barnabee's Journal, 1638 (englische Übersetzung von Barnaby's Four Journeys)
- A Spiritual Spicery, 1638
- A Strappado for the Devil (Satire)
- Art Asleepe, Husband?